# Камабатела
Камабатела (порт. Kamabatela) — місто в Анголі, у провінції Північна Кванза. Населення міста становить 12837 осіб. Розташоване на плоскогір'ї на висоті 1179 м над рівнем моря.